# 강성욱 (기업인)
강성욱(姜聲郁, 1961년 8월 25일 ~ )은 대한민국의 기업인이다. GE 코리아 총괄 대표를 맡고 있다.

## 학력
- 1988년 - 1990년: MIT 슬론 경영대학원 석사 (MBA)
- 1980년 - 1984년: 서울대학교 경제학과
- 1977년 - 1980년: 서울 고려고등학교

## 약력
- 2012년 1월 - 현재: GE 코리아

- 2012년 1월 - 현재: GE 코리아 총괄 대표

- 2002년 10월 - 2011년 12월: 시스코 시스템즈

- 2011년 7월 - 2011년 12월: 아태지역 기업영업부문 총괄 사장 (Senior Vice President(TBA), Enterprise&Commercial Business Asia Pacific/Japan/Greater China)
- 2006년 2월 - 2011년 7월: Vice President, Asia Region
- 2005년 9월 - 2006년 2월: Vice President, North Asia Region
- 2002년 10월 - 2005년 8월: Vice President, Asia Pacific Operation

- 2002년 2월 - 2002년 10월: 한국HP

- 국내 엔터프라이즈 시스템 그룹총괄 사장

- 1998년 - 2001년: 한국 컴팩 - 대표이사
- 1990년 - 1997년: 탠덤 컴퓨터(Tandem Computer)

- 1996년 - 1997년: 동아시아 총괄 사장
- 1990년 - 1995년: 홍콩 & 대만 지사장, 북아시아 신규 비지니스 개발 이사

- 1985년 - 1988년: 한국IBM - 공공기관 영업 Branch
- 1961년 8월 25일 서울특별시 출생